# Bobby Enriquez

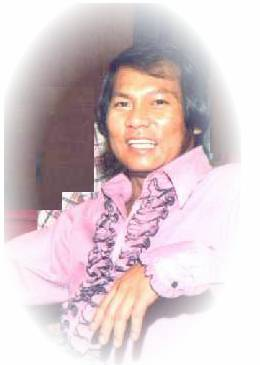
Bobby Enriquez

Bobby „The Wild Man“ Enriquez, eigentlich Roberto Delprado Yulo Enriquez, (* 20. Mai 1943 in Bacolod City; † 6. August 1996 in Stayton, Oregon, Vereinigte Staaten) war ein philippinischer Jazzpianist.

## Biografie
Bobby Enriquez begann bereits als Kind autodidaktisch Klavier zu  spielen und trat 1956 bis 1958 in einer von Coca-Cola gesponserten Show auf. 1960 zog er nach Manila, wo er schon bald mit Vestre Roxas und Tony Scott spielte. 1961 gastierte er mit Tito Puente in Hong Kong; anschließend zog er nach Taiwan, wo er von 1961 bis 1963 Hauspianist im Offiziersclub des US-Stützpunktes Tainan war. Zwischen 1964 und 1967 trat er mit einem eigenen Trio im Offiziersclub in Okinawa auf. Daneben arrangierte er für eine philippinische Revue, die in Las Vegas auftrat. Von 1968 bis 1970 war er musikalischer Leiter für Don Ho auf Hawaii. Danach zog er nach Las Vegas, wo er mit Danny Moore und verschiedenen Vokalgruppen auftrat. 1973 ging er nach San Francisco, um mit seinem Trio im Miyako Hotel aufzutreten. Von 1975 bis lebte er wieder auf Hawaii, um als Solist und mit einem Quintett in Waikiki zu arbeiten. Anfang der 80er Jahre folgten Tourneen durch die Vereinigten Staaten und Europa mit Richie Coles Band Alto Madness (1981) und mit Dizzy Gillespie (1982/83). 1982 trat er vor Präsident Marcos auf; anschließend hatte er mit seinem Trio aus Rufus Reid und Billy Higgins ein Engagement im Tokioter Pit Inn. 1984 zog er nach New York, um nach kurzer Rückkehr in seine Heimat wegen politischer Schwierigkeiten erneut in den Big Apple zu kommen, um dort bis Anfang der 90er aufzutreten. 1990 konzertierte er mit Richie Cole auf dem Toronto Jazz Festival. Seit den 1970er Jahren hatte er eine Reihe von Alben für die Label Evidence, Porträt und GNP Crescendo eingespielt.

## Diskographische Hinweise
- Wild Man (GNP, 1981) mit Alex Acuña, Poncho Sanchez
- Live! in Tokyo (GNP, 1982) mit Isoo Fukui und Shinji Mori
- The Prodigious Piano of Bobby Enriquez (GNP, 1983)
- Wild Piano (Porträt, 1984) mit Eddie Gomez, Al Foster
- The Wildman Returns (Evidence, 1990), mit Ray Brown, Al Foster
- Andalucia/Incredible Jazz (Paddle Wheel, ed. 2003)

## Lexikalischer Eintrag
- Leonard Feather, Ira Gitler: The Biographical Encyclopedia of Jazz. Oxford University Press, New York 1999, ISBN 0-19-532000-X.

| Personendaten    | Personendaten                                           |
| ---------------- | ------------------------------------------------------- |
| NAME             | Enriquez, Bobby                                         |
| ALTERNATIVNAMEN  | Enriquez, Roberto Delprado Yulo; Enriquez, The Wild Man |
| KURZBESCHREIBUNG | philippinischer Jazzmusiker                             |
| GEBURTSDATUM     | 20. Mai 1943                                            |
| GEBURTSORT       | Bacolod City                                            |
| STERBEDATUM      | 6. August 1996                                          |
| STERBEORT        | Stayton, Oregon, Vereinigte Staaten                     |